# 森田メロン
森田知宏　（もりた ともひろ、1974年12月9日 - ）は、日本のミュージシャン、ギタリスト。東京都出身。ミュージッククリエイティブユニット「ゴマルヨンズボン」のギタリスト。

## 略歴
ロックバンド「Barefoot」のギタリストとしてソニー・ミュージックエンタテインメントよりメジャーデビュー。以降、ポップユニット「Lovelock」、芸術家 筒井はじめとのアートミュージックユニット「フラワーポップコーンミュージック」「GA10」で活動。
現在、ゴマルヨンズボンのギタリスト、トラックメイカー、作詞、作曲、編曲、ミックス、マスタリングを手がけている。また、コトリッチへの楽曲提供など幅広く活動している 。

## 参照元
1. ↑  コトバンク